# Steatoda subannulata
Steatoda subannulata är en spindelart som först beskrevs av Kulczynski 1911.  Steatoda subannulata ingår i släktet vaxspindlar, och familjen klotspindlar. Inga underarter finns listade i Catalogue of Life.